# Lennart Eriksson (handbollsspelare)
Curt Axel Lennart Eriksson, född 2 februari 1944 i Nyköping, är en svensk tidigare handbollsspelare. Han utsågs till Årets handbollsspelare i Sverige av Svenska Handbollförbundet (SHF), både 1968 och 1969. Han var den första mottagaren av den nyinstiftade utmärkelsen.

## Karriär
Lennart Eriksson började sin karriär i IFK Nyköping. Han debuterade i juniorlandslaget 1963 och vann direkt nordiska mästerskapen. Han spelade 111 landskamper 1965–1974, blev Stor Grabb, och tog fem SM-guld med SoIK Hellas, 1969, 1970, 1971, 1972 och 1977.
Han blev som förste spelare utsedd till det då nyinstiftade priset som årets handbollsspelare i Sverige 1968 och fick utmärkelsen även 1969, båda gångerna när han spelade för SoIK Hellas. 1974 lämnade han Hellas för Ludvika HF, men efter några år tröttnade han på resorna och återkom i "Gubbalaget" Hellas 1976-1977 och tog sitt femte SM-guld.
I OS-turneringen i München 1972 blev han Sveriges bästa målskytt då Sverige slutade 8:a. I samma lag spelade bland annat förre förbundskaptenen Bengt "Bengan" Johansson.

## Klubbar
- IFK Nyköping (–1968)[9]
- SoIK Hellas (1968–1974)
- Ludvika HF (1974–1976)
- SoIK Hellas (1976–?)